# Tectaria isomorpha
Tectaria isomorpha är en ormbunkeart som beskrevs av Holtt. Tectaria isomorpha ingår i släktet Tectaria och familjen Tectariaceae. Inga underarter finns listade.